# بابلو بينتوس
بابلو بينتوس (بالإسبانية: Pablo Pintos)‏ (1 يوليو 1987 بمونتفيدو في الأوروغواي - ) هو لاعب كرة قدم أوروغواني في مركز الدفاع. شارك مع منتخب الأوروغواي لكرة القدم. أما مع النوادي، فقد لعب مع تيغري وديفينسور سبورتينغ وسان خوسيه إيرثكويكس ونادي خيتافي ونادي سان لورينزو ونادي قاسم باشا ونادي ليفربول (مونتفيدو).

## روابط خارجية
- بابلو بينتوس على موقع اتحاد تركيا (لاعب) (الإنجليزية)
- بابلو بينتوس على موقع الدوري الأمريكي (الإنجليزية)
- بابلو بينتوس على موقع إي إس بي إن إف سي (الإنجليزية)
- بابلو بينتوس على موقع قاعدة بيانات كرة القدم.إي يو (الإنجليزية)
- بابلو بينتوس على موقع Soccerway.com (الإنجليزية)
- بابلو بينتوس على موقع عالم كرة القدم.نت (الإنجليزية)